# Theope apheles
Theope apheles är en fjärilsart som beskrevs av Bates 1868. Theope apheles ingår i släktet Theope och familjen Riodinidae. Inga underarter finns listade i Catalogue of Life.